# آلن بریج (بازیگر)
آلن بریج (انگلیسی: Alan Bridge؛ ‏ ۲۶ فوریهٔ ۱۸۹۱ – ۲۷ دسامبر ۱۹۵۷) بازیگر و هنرمند وودویل اهل ایالات متحده آمریکا بود. او در جنگ جهانی اول در پیاده نظام نیروهای آمریکایی خدمت کرد.

## گزیدهٔ فیلم‌شناسی
- روح غرب
- پاهای میلیون دلاری
- مهمان سیزدهم
- اسب شیطان
- دایموند جیم
- شبی در اپرا
- این سه نفر
- ماری اسکاتلند
- عملیات کارگر مزرعه
- تنها یکبار زندگی می‌کنید
- بن‌بست
- حقیقت تلخ
- زاده برای وحشی بودن
- جزبل
- مدرسه جنایت
- ماری آنتوانت
- تجارت پرمخاطره
- آقای اسمیت به واشینگتن می‌رود
- دهه پرشور بیست
- کریسمس در ژوئیه
- مسیر سانتافه
- گرین هورنت دوباره حمله می‌کند!
- بانو ایو
- بانویی از لوئیزیانا
- روباه‌های کوچک
- سفرهای سولیوان[۴]
- باد وحشی را درو کن
- خرابکار
- در این زندگی ما
- شهره شهر
- داستان پام بیچ
- آیداهو
- درختی در بروکلین می‌روید
- ساعت
- نادیده
- خط ساراتوگا
- آنان قابل چشم‌پوشی بودند
- چه زندگی شگفت‌انگیزی
- ملقب به آقای توآی‌لایت
- کالیفرنیا
- گناه هارولد دیدلباک
- ترانه مرد لاغر
- مأموران خزانه‌داری
- روزانا مک‌کوی
- بیگانگان در ترن
- ما متأهل نیستیم!